# Grand Prix der Nordischen Kombination 2007
Der Grand Prix der Nordischen Kombination 2007 ging in die 10. Saison und war vom Weltskiverband FIS zwischen dem 24. August und dem 2. September 2007 an fünf verschiedenen Orten in Europa ausgetragene Wettkampfserie in der Nordischen Kombination.
Mit großem Abstand konnte der Österreicher David Kreiner vor dem Franzosen Jason Lamy Chappuis und dem Deutschen Björn Kircheisen den Gesamt-Grand-Prix 2007 gewinnen.

## Austragungsorte und Rennen
Klingenthal:
- 24. August 2007: HS 140 & 10 km Gundersen

 Oberhof:
- 26. August 2007: HS 140 & 15,0 km Massenstart

 Val di Fiemme:
- 29. August 2007: HS 134 & 15 km Gundersen

 Berchtesgaden:
- 1. September 2007: HS 98 & 2 x7,5 km Team Gundersen

 Bischofshofen:
- 2. September 2007: HS 140 & 15 km Gundersen

## Ergebnisse und Wertungen

### Grand-Prix Übersicht
| Datum     | Austragungsort | Disziplin                  | Sieger                                  | Zweiter                                         | Dritter                                    |
| --------- | -------------- | -------------------------- | --------------------------------------- | ----------------------------------------------- | ------------------------------------------ |
| 24.8.2007 | Klingenthal    | HS 140 / 10 km             | Eric Frenzel                            | Björn Kircheisen                                | Alfred Rainer                              |
| 26.8.2007 | Oberhof        | HS 140 / 10 km Massenstart | David Kreiner                           | Jason Lamy Chappuis                             | Wilhelm Denifl                             |
| 29.8.2007 | Val di Fiemme  | HS 134 / 15 km             | David Kreiner                           | Jason Lamy Chappuis                             | Bernhard Gruber                            |
| 1.9.2007  | Berchtesgaden  | HS 98 / 2 × 7,5 km Team    | Österreich IDavid Kreiner Mario Stecher | Frankreich IMaxime Laheurte Jason Lamy Chappuis | Deutschland IEric Frenzel Björn Kircheisen |
| 2.9.2007  | Bischofshofen  | HS 140 / 15 km             | Jason Lamy Chappuis                     | David Kreiner                                   | Wilhelm Denifl                             |

### Wertungen
| Rang | Name                | Punkte |
| ---- | ------------------- | ------ |
| 01.  | David Kreiner       | 370    |
| 02.  | Jason Lamy Chappuis | 332    |
| 03.  | Björn Kircheisen    | 236    |
| 04.  | Eric Frenzel        | 211    |
| 05.  | Wilhelm Denifl      | 180    |
| 06.  | Bernhard Gruber     | 170    |
| 07.  | Maxime Laheurte     | 150    |
| 08.  | Mario Stecher       | 124    |
| 09.  | Alfred Rainer       | 106    |
| 10.  | Tomáš Slavík        | 105    |
| 10.  | Seppi Hurschler     | 083    |
| 11.  | Ronny Ackermann     | 099    |
| 12.  | Michael Gruber      | 096    |
| 13.  | Tino Edelmann       | 086    |
| 14.  | Mario Stecher       | 083    |
| 15.  | Marco Pichlmayer    | 080    |

| Rang | Name                | Punkte |
| ---- | ------------------- | ------ |
| 16.  | Miroslav Dvořák     | 071    |
| 17.  | Matthias Menz       | 056    |
| 18.  | Tim Hug             | 050    |
| 19.  | David Zauner        | 041    |
| 20.  | Pavel Churavý       | 030    |
| 21.  | Michael Hollenstein | 028    |
| 22.  | Mathieu Martinez    | 025    |
| 23.  | Marcel Höhlig       | 024    |
|      | Steffen Tepel       | 024    |
| 25.  | Lukas Klapfer       | 019    |
| 26.  | Martin Skopek       | 013    |
| 27.  | Jonathan Félisaz    | 012    |
| 28.  | Aleš Vodseďálek     | 010    |
| 29.  | Marcin Mąka         | 005    |
|      | Max Thompson        | 005    |

| |                    |        |
| \| Rang \| Name \| Punkte \| \| ---- \| ------------------ \| ------ \| \| 1. \| Österreich \| 993 \| \| 2. \| Deutschland \| 694 \| \| 3. \| Frankreich \| 522 \| \| 4. \| Tschechien \| 217 \| \| 5. \| Finnland \| 187 \| \| 6. \| Schweiz \| 178 \| \| 7. \| Norwegen \| 121 \| \| 8. \| Vereinigte Staaten \| 055 \| \| 9. \| Italien \| 006 \| |                    |        |
| Rang | Name               | Punkte |
| 1. | Österreich         | 993    |
| 2. | Deutschland        | 694    |
| 3. | Frankreich         | 522    |
| 4. | Tschechien         | 217    |
| 5. | Finnland           | 187    |
| 6. | Schweiz            | 178    |
| 7. | Norwegen           | 121    |
| 8. | Vereinigte Staaten | 055    |
| 9. | Italien            | 006    |